# Bécassine

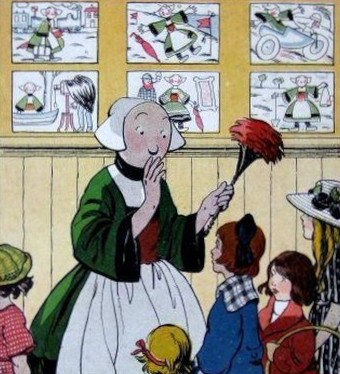
Bécassine auf dem Titelbild zu Les Cent Métiers de Bécassine (1920)

Bécassine ist eine französische Comicfigur, die zum ersten Mal in der ersten Ausgabe des Mädchenmagazins La Semaine de Suzette am 2. Februar 1905 erschien. Sie verkörperte das typische Dienstmädchen aus der Bretagne, das in die große Stadt Paris gezogen war, weil die Nachfrage so groß war. Sie wurde dargestellt als naiv, aber der Herrschaft ergeben. Ihre zahlreichen sprachlichen Missgriffe waren eine Quelle des Amüsements der bürgerlichen Leser. Sie war zwar sehr geschwätzig, nicht aber in Bezug auf die familiären Geheimnisse ihrer Herrschaft.

## Charakter und Aussehen
Zu Anfang ist Bécassine im Schulalter und lernt Lesen. Später macht sie eine Berufsausbildung und engagiert sich als Helferin für verwundete Soldaten. Am Ende, wieder in Friedenszeiten, gibt sie ihre Tätigkeit auf und reist nur noch. Ihr Äußeres wird durchgehend durch eine helle Bundhaube, ein grünes Kleid mit weißer Schürze und Holzschuhe dargestellt.

## Entwicklung und Veröffentlichungsgeschichte
Ursprünglich geplant, um eine leere Seite des Magazins zu füllen, wurde die Geschichte geschrieben von Jacqueline Rivière (eigentlich Jeanne Josephine Spallarossa, 1851–1920), Ehefrau von J. H. Bernard de la Roche, dem Herausgeber der Zeitschrift, und gezeichnet von Joseph Pinchon (1871–1953). Diese erste Seite war so erfolgreich, dass die Geschichten um Bécassine jetzt regelmäßig erschienen.
Von 1913 bis 1950 wurden 27 Alben von den Abenteuern der Bécassine veröffentlicht, die alle von Pinchon gezeichnet wurden (mit Ausnahme von zweien, die aus der Feder von Edouard Zier stammten) und von Maurice Languereau bis 1941 geschrieben wurden (dem Jahr, als er starb). 1948 bis 1950 kamen andere Zeichner.
Die Französische Post veröffentlichte im April 2005 eine Briefmarke mit dem Abbild von Bécassine – zum hundertjährigen Bestehen der Veröffentlichung ihres ersten Abenteuers. Mehrere bretonische Verbände protestierten dagegen, weil sie in dieser Figur eine Herabsetzung ihrer Region sahen. Im November 2023 wurde ein Asteroid nach Bécassine benannt: (440670) Bécassine.

## Alben
1. L’Enfance de Bécassine (1913)
2. Bécassine en apprentissage ([1914] 1919)
3. Bécassine pendant la Guerre (1916) – retitré Bécassine pendant la Grande Guerre
4. Bécassine chez les Alliés (1917)
5. Bécassine mobilisée (1918)
6. Bécassine chez les Turcs (1919)
7. Les Cent Métiers de Bécassine (1920)
8. Bécassine voyage (1921)
9. Bécassine nourrice (1922)
10. Bécassine alpiniste (1923)
11. Les Bonnes Idées de Bécassine (1924)
12. Bécassine au Pays Basque (1925)
13. Bécassine, son oncle et leurs amis (1926)
14. L’automobile de Bécassine (1927)
15. Bécassine au pensionnat (1928)
16. Bécassine en aéroplane (1930)
17. Bécassine fait du scoutisme (1931)
18. Bécassine aux bains de mer (1932)
19. Bécassine dans la neige (1933)
20. Bécassine prend des pensionnaires (1934)
21. Bécassine à Clocher-les-Bécasses (1935)
22. Bécassine en croisière (1936)
23. Bécassine cherche un emploi (1937)
24. Les mésaventures de Bécassine (1938)
25. Bécassine en roulotte (1939)
26. Les Petits Ennuis de Bécassine ([1948] 2005)
27. Bécassine au studio ([1950] 1992)

## Kinofilme
Bécassine war 1940 die erste Verfilmung. Regie führte Pierre Caron, das Drehbuch stammte von Jean Nohain und René Pujol, Paulette Dubost spielte die Hauptrolle. Der Film wurde nicht auf Deutsch synchronisiert.
2001 erschien ein Animationsfilm mit dem Titel Bécassine, le trésor viking (Bécassine und die Jagd nach dem Wikingerschatz). Er kam 2003 in Deutschland ins Kino.
Eine weitere Realverfilmung von 2018 unter dem Titel Bécassine! ist bisher nur in Frankreich und in Bulgarien im Kino gelaufen.
Alle drei Filme sind auf DVD erhältlich, eine deutsche Fassung gibt es nur von dem Animationsfilm.